# Antonio da Fermo
Antonio da Fermo (Fermo, ... – dopo il 1336) è stato uno scrittore italiano marchigiano vissuto nel XIV secolo, famoso soprattutto per essere stato il copista del manoscritto landiano, il più antico codice esistente della Divina Commedia.

## Biografia
Di Antonio da Fermo (o Antonius de Firimo) non si sa praticamente nulla della sua vita, se non che fosse marchigiano di origine (come è evidenziato dalla località da cui proviene) e che entrò al servizio del nobile pavese Beccario de' Beccaria mentre questi svolgeva il suo incarico di capitano a Fermo. Per conto di quest'ultimo, nell’anno 1336, copiò la Divina Commedia di Dante a Genova, come si può recuperare dall'explicit del manoscritto, attualmente conservato a Piacenza col nome di manoscritto landiano.